# هوتونسویل (ویرجینیای غربی)
هوتونسویل(به انگلیسی: Huttonsville) شهری در ایالت ویرجینیای غربی کشور ایالات متحده آمریکا است که جمعیت آن در سرشماری سال ۲۰۱۰ میلادی، ۲۲۱ نفر بوده‌است.